# US Poggibonsi
US Poggibonsi is een Italiaanse voetbalclub uit Poggibonsi die speelt in de Serie C2/B. De club werd opgericht in 1925. De clubkleuren zijn rood en geel.